# Jakov Blagaić
Jakov Blagaić (Split, 8. veljače 2000.) hrvatski je nogometaš koji igra na poziciji napadačkog veznog. Trenutačno igra za rumunjski klub Argeș Pitești.

## Klupska karijera
Nogomet je proigrao u splitskome Adriaticu Split. Već u mlađim kadetima prešao je u splitski Hajduk, u čijim je mladim momčadima bio do 2019., kad je zaigrao je za drugu Hajdukovu momčad (Hajduk Split II). Prvi nastup za Hajdukovu prvu momčad imao je 16. prosinca 2019. godine u prvenstvenom susretu protiv Istre 1961. Malo je nedostajalo da debi okruni pogotkom. Do prekida sezone 2019./2020. skupio je u nastupima prve momčadi 12 službenih nastupa i jedan postignuti zgoditak, od toga četiri u prvenstvu i osam prijateljskih, na kojima je postigao jedini pogodak.

## Reprezentativna karijera
Za mlade hrvatske reprezentacije upisao je 12 nastupa. Prvi nastup ubilježio je 10. svibnja 2016. u prijateljskoj utakmici reprezentacije do 16 godina protiv Italije, a prvi gol postigao je u kvalifikacijskoj utakmici za EP reprezentacije do 19 godina protiv Njemačke 20. ožujka 2019. godine.

## Vanjske poveznice
- Profil, Hrvatski nogometni savez
- Profil, Transfermarkt (engl.)